# 永井幸子
永井 幸子（ながい さちこ、1975年4月8日 - ）は、日本の女優、声優。鹿児島県出身。身長163センチ。

## 経歴
三人姉妹の長女。元々は舞台を中心に活動していたが、『テニスの王子様』の幸村精市役で初めて声優に挑戦した。幸村精市名義でのCDリリースでは、2ndシングル「夢の続き」以降自ら作詞を手掛けている。幸村精市名義での1stアルバム『ラストソングス』では全曲作詞を手掛け、ジャケットのデザイン原案も担当した。
ブルドッキングヘッドロック公演ポスターのデザインを手掛けたこともある。たびたびブログなどで絵を披露することがある。
2021年4月30日、ブルドッキングヘッドロックを退団。

## 出演
太字はメインキャラクター。

### テレビアニメ
- テニスの王子様（2001年 - 2024年、幸村精市[2]） - 4シリーズ[一覧 1]
- 遊☆戯☆王デュエルモンスターズGX（2004年、司令官）
- 人造昆虫カブトボーグ V×V（2006年、石田一）
- うみものがたり 〜あなたがいてくれたコト〜（2009年、宮守都）

### OVA
- テニスの王子様 Original Video Animation 全国大会篇（2006年、幸村精市）
- テニスの王子様 Original Video Animation 全国大会篇 semifinal（2007年、幸村精市）
- テニスの王子様 Original Video Animation 全国大会篇 final（2008年、幸村精市）

### 劇場アニメ
- 劇場版 テニスの王子様 英国式庭球城決戦!（2011年、幸村精市）
- リョーマ！ The Prince of Tennis 新生劇場版テニスの王子様（2021年、幸村精市[3]）

### ゲーム
- テニスの王子様シリーズ（幸村精市）
- ケロロRPG 騎士と武者と伝説の海賊（2010年、山神さま）
- ぷよぷよ!!クエスト（2022年、幸村精市[4]）
- コトダマン （2025年、幸村精市）

### ラジオ
- テニスの王子様 オン・ザ・レイディオ（マンスリーパーソナリティとして不定期出演）
- ひなとRirykaのキラキラスパイス（ゲスト出演）

### CD
- テニスの王子様シリーズ
  - THE BEST OF RIVAL PLAYERS XIX 真実（幸村精市）
  - 夢の続き（幸村精市）
  - Dear Prince〜テニスの王子様達へ〜（イケメン侍）
  - Roman-Ranman〜浪漫爛漫〜（海志漢）
  - ラストソングス 〔アルバム〕（幸村精市）
  - それはそれとして〔ミニアルバム〕（幸村精市）
  - Love Festival（テニプリオールスターズ）
  - プロローグ〔ミニアルバム〕（幸村精市）
  - miracle prologue tour 2011 LIVE at YOKOHAMA BLITZ 6.29〔ライブアルバム〕
  - miracle prologue tour 2011 LIVE at Zepp Tokyo 6.16〔ライブアルバム〕
  - テニプリFEVER（テニプリオールスターズ）
  - バレンタイン・キッス（幸村精市）
  - ハッピー・サマー・バレンタイン（幸村精市）

### 舞台
- ブルドッキングヘッドロックによる公演（2000年 - 2016年）
- タマゴ 第1回公演 朗読と劇「瞬き-またたき-」（2010年10月2日 - 3日 、若山美術館）
- WBB vol.3「苦闘のラブリーロバー」（2012年12月18日 - 25日、赤坂RED/THEATER)
- 殺人鬼フジコの衝動（2015年4月15日 - 19日、全労済ホール/スペース・ゼロ）
- おちゃめいつ3「こいのかしつ 、、」（2015年12月26日 - 31日、阿佐ヶ谷ひねもすのたり）[5]
- 月いちリーディング 2017年第5回「グランメゾン・アカシア」（2017年10月14日、座・高円寺）[6]
- ピウス企画
  - 「ゲームブレイカー」（2018年4月25日 - 29日、ザ・ポケット）
  - 「ペインコレクター」（2018年10月17日 - 21日、シアターグリーン BIG TREE THEATER）
  - 「女王の戦略」（2019年3月13日 - 17日、シアターグリーン BIG TREE THEATER）
  - 「ヒューマンエラー」（2019年8月8日 - 18日、ザ・ポケット）
  - 「プレイルーム」（2020年3月11日 - 22日、シアターKASSAI）
  - 「虚言癖倶楽部」（2021年1月6日 - 17日、シアターKASSAI）

### コンサート・イベント
- テニスの王子様100曲マラソン
- テニプリフェスタ2009
- テニプリフェスタ2011 in 武道館
- テニプリフェスタ2013
- テニプリフェスタ2016 〜合戦〜

### シリーズ一覧
1. ↑  第1作（2001年）、第2作『新テニスの王子様』（2012年）、第3作『新テニスの王子様 U-17 WORLD CUP』（2022年）、第3作続編『新テニスの王子様 U-17 WORLD CUP SEMIFINAL』（2024年）